# Wiedeńska Szkoła Partyjna
Wiedeńska Szkoła Partyjna (niem. Wiener Parteischule) – najważniejsza i najstarsza instytucja edukacyjna Socjaldemokratycznej Partii Austrii (SPÖ). Założona w 1924, mieści się w Wiedniu przy Praterstraße. Głównym zadaniem Wiener Parteischule jest kształcenie działaczy SPÖ.

## Historia
Szkoła założona została w 1924 roku i istniała do 1934 roku. W okresie tym kształciła ok. 60–100 absolwentów rocznie, a wykładowcami w niej byli między innymi późniejsi prezydenci Austrii – Karl Renner i Adolf Schärf.
W roku 1947 szkoła otwarta została ponownie przez Karla Czernetza. W ciągu ostatnich 63 lat szkołę ukończyło ponad 1000 działaczy partyjnych.